# شو (خواننده)
شو کونیمیتسو (邦光 洙 Kunimitsu Shū, زادهٔ ۲۳ اکتبر ۱۹۸۱) همچنین با نام یو سو یونگ و به‌طور حرفه‌ای با نام شو (Shoo) شناخته می‌شود، بازیگر و خواننده کره‌ای ژاپنی است که در سال ۱۹۹۷ به عنوان عضو گروه دخترانه اس.ئی.اس. فعالیتش را آغاز کرد. پس از منحل شدن گروه، او به صورت انفرادی فعالیت کرد و یک آلبوم تک‌آهنگ منتشر کرد.

## فیلم‌شناسی

### فیلم
| سال  | عنوان                    | نقش                      | توضیحات  | منابع |
| ---- | ------------------------ | ------------------------ | -------- | ----- |
| ۲۰۰۸ | سانتاماریا (잘못된 만남) | یون هی، همسر کانگ ایل دو | نقش مکمل | [ ۱ ] |

### مجموعه تلویزیونی
| سال  | عنوان                                            | نقش          | توضیحات  | منابع |
| ---- | ------------------------------------------------ | ------------ | -------- | ----- |
| ۲۰۰۳ | بیست سالگی (스무살)                              | جونگ سو یونگ |          | [ ۲ ] |
| ۲۰۰۸ | اوربن لجندز دژا وو فصل ۳ (도시괴담 데자뷰 시즌۳) | هیونا        | نقش اصلی | [ ۳ ] |

### ورایتی شو
| سال  | عنوان                  | توضیحات           |
| ---- | ---------------------- | ----------------- |
| ۲۰۱۵ | اوه مای بیبی           | عضو گروه بازیگران |
| ۲۰۱۶ | پادشاه خواننده نقابدار | شرکت کننده        |
| ۲۰۲۲ | راه من                 | عضو گروه بازیگران |

### میزبان
| سال  | عنوان |
| ---- | --- |
| ۲۰۰۲ | اس‌بی‌اس، بیوتیفول ساندی                                                                                      |
| ۲۰۰۲ | کی‌بی‌اس۲، بانک موسیقی                                                                                        |
| ۲۰۰۸ | اولایو، کیس د دیت                                                                                           |
| ۲۰۱۰ | ام‌بی‌سی اوری۱، آنه‌لول بوتاک‌هه (아내를 부탁해)                                                                |
| ۲۰۱۱ | فود تی‌وی، سوپر وایو                                                                                         |
| ۲۰۱۵ | ام‌بی‌سی، Apeulika Eolin-i Dobgi Huimang-ui Son-eul Jab-ajuseyo (아프리카 어린이 돕기 희망의 손을 잡아주세요) |